# Château de Bominaco
Le château de Bominaco est un château situé dans le hameau de Bominaco (commune de Caporciano, province de L'Aquila), dans les Abruzzes.